# Église Notre-Dame-d'Aquilon de Guillestre
L’église Notre-Dame-d'Aquilon de Guillestre est un édifice religieux catholique français, situé dans les Hautes-Alpes, sur la commune de Guillestre.

## Historique
L'église a été construite entre 1507 et 1532. Le porche, inspiré du Réal d’Embrun, date de 1545. L'édifice est classé au titre des monuments historiques en 1911.
Le 24 décembre 2013, une partie du plafond de l'église s'est effondrée en pleine messe de Noël, blessant le prêtre qui a été transporté à l'hôpital. Par mesure de sécurité, le maire a fermé l'église. L'église a depuis été rouverte au public.